# 사 (흉노)
사(賜, ? ~ 기원전 142년)는 전한 중기의 제후이다.

## 생애
본래 흉노의 왕으로, 전한에 항복하여 경제 중3년(기원전 148년) 원후(垣侯)에 봉해졌다.
원후 사 6년(기원전 142년) 죽었고, 후사를 두지 못하고 봉국이 폐지되었다.

## 출전
- 사마천, 《사기》 권19 혜경간후자연표
- 반고, 《한서》 권17 경무소선원성공신표

| 선대 (첫 봉건) | 전한의 주후 기원전 148년 12월 정축일 ~ 기원전 142년 | 후임 (봉국 폐지) |